# پیتر یاموولد
پیتر یاموولد (انگلیسی: Petter Jamvold; ۲۴ نوامبر ۱۸۹۹ – ۲ مهٔ ۱۹۶۱) قایقران قایق بادبانی اهل نروژ بود.